# Museu Nacional de Arte Antiga
O Museu Nacional de Arte Antiga é o mais importante museu de arte dos séculos XII a XIX em Portugal, ao acolher a mais relevante coleção pública de arte antiga do país. As suas colecções — cerca de 40 000 peças — incluem pintura, escultura, desenho e artes decorativas europeias e, também, colecções de arte asiática (Índia, China, Japão, etc.) e africana (marfins afro-portugueses) representativas das relações que se estabeleceram entre a Europa e o Oriente na sequência das viagens dos descobrimentos - iniciadas no século XV e de que Portugal foi nação pioneira.
O museu encontra-se localizado num palácio dos finais do século XVII, mandado construir por D. Francisco de Távora, primeiro conde de Alvor. O Palácio é conhecido como Palácio de Alvor-Pombal pois, em 1759, após o Processo dos Távoras, o edifício foi adquirido em leilão por Paulo de Carvalho e Mendonça, irmão de Marquês de Pombal que, por morte do primeiro, passou a ser proprietário do palácio. Em 1879 o palácio foi alugado, e posteriormente adquirido, pelo Estado português para nele instalar o Museu Nacional de Bellas Artes e Arqueologia, inaugurado oficialmente em 11 de maio de 1884 .
O palácio confinava a oeste com  o Convento de Santo Alberto, primeiro mosteiro de freiras carmelitas descalças em Lisboa, cujo patrono era Santo Alberto, razão pela qual era também  conhecido por Convento das Albertas . Em 1890, aquando da morte da última freira, o estado toma posse do Convento de Santo Alberto, entregando em 1891 a sua tutela ao museu pois já na altura era reconhecida a necessidade de aumentar o espaço físico do mesmo. Derrubado o Convento, no seu lugar foi construído o edifício poente, também conhecido como "anexo", inaugurado em 1940 com a exposição "Primitivos Portugueses".
Em 2013, o Museu Nacional de Arte Antiga foi o segundo museu estatal mais visitado (atrás do Museu Nacional dos Coches), recebendo 124.697 visitantes.

## História do museu e das suas colecções
As origens do museu remontam a 1834 quando, após a desamortização das corporações religiosas, se procedeu à recolha das pinturas e objectos de ourivesaria pertencentes a estas instituições extintas (as esculturas e objectos de artes decorativas, incluindo as peças de mobiliário e têxteis, não foram inicialmente alvo do interesse do Estado, pelo que não foram recolhidas pelas comissões entretanto estabelecidas para proceder ao inventário e recolha das obras de arte dos conventos extintos). Os bens assim escolhidos, cuja posse passou para o Estado, foram entregues ao cuidado da Academia Nacional de Belas-Artes de Lisboa, instalada no Convento de São Francisco, e da sua congénere situada na cidade do Porto, ambas fundadas em 1836. A estas instituições competia a criação e gestão de Museus e Galerias de Belas-Artes que deveriam servir para o estudo e aprendizagem dos estudantes de belas artes, prevendo-se, igualmente, a sua abertura ao público em geral.
No entanto, apenas em 1868, por iniciativa de D. Francisco de Borja Pedro Maria António de Sousa Holstein, 1º Marquês De Sousa Holstein, vice-inspector da academia desde 1862,  foi inaugurada a Galeria Nacional de Pintura da Academia Real de Belas-Artes, nas instalações desta mesma Academia, com 366 pinturas (incluindo obras seleccionadas entre as pinturas recolhidas dos conventos extintos 35 anos antes, pinturas adquiridas no leilão do espólio da rainha D. Carlota Joaquina, bem como pinturas adquiridas no mercado de arte nacional com verba do Rei D. Fernando II . Sobre este museu sabe-se relativamente pouco, nomeadamente que se encontraria instalado em 5 salas   - uma das quais era denominada Sala D. Fernando II -, que não teriam as melhores condições para os propósitos a que tinham sido destinadas, muito embora existisse a preocupação de registar as temperaturas das  5 salas ao longo dos anos de 1869 a 1872, bem como dos níveis de humidade na já referida sala de Dom Fernando .
Foi preciso esperar 10 anos para que a situação se alterasse, sendo que para esta mudança foi fundamental a realização, em 1881, em Londres, no Museu South Kensington (o actual Museu Vitória & Albert), de uma exposição internacional  designada "Exposição retrospectiva de arte ornamental Portuguesa e Espanhola" que foi posteriormente replicada em Lisboa em 1882, no Palácio Alvor- Pombal que em 1879 fora arrendado pelo estado com o intuito de nele instalar a galeria que se encontrava montada em precárias condições no Convento de São Francisco. O sucesso desta exposição temporária, inaugurada em 12 de janeiro de 1882, impulsionou a inauguração, em 11 de maio 1884, do Museu Nacional de Belas-Artes e Arqueologia.
Note-se que uma inscrição situada na escadaria nobre do Palácio Alvor-Pombal, onde se lê "Museu nacional de Bellas Artes e Archeologia, inaugurado por S. M. El-Rei D. Luís I de Portugal, em 12 de junho de 1884, sendo Ministro do Reino o Concelheiro de Estado Augusto César Barjona de Freitas e Inspector da Academia Real de Bellas Artes o Conde de Almedida" , levou a assumir-se erradamente que o museu fora inaugurado em 12 de junho de 1884. A data correcta é, efectivamente, 11 de maio de 1884, tal como se pode ver nos artigos publicados na impressa da época. Assim, e entre outros, o Diário de Notícias, de Lisboa, em  artigo publicado a 11 de maio de 1884 informa que a inauguração do museu terá lugar nesse dia e a edição do dia seguinte confirma o acontecimento. O Diário Ilustrado, Lisboa, de 12 de maio de 1884 também refere a inauguração do museu no dia anterior (ou seja, 11 de maio).
Dependendo directamente da Academia Real de Bellas Artes de Lisboa, a direcção do museu competia ao director da referida academia, que em 1884 recaía  no pintor e arquitecto António Thomás da Fonseca (n. 1822 - m. 1894). Este foi sucedido, em 1894, por António José Nunes Jr.(m. 1905), também pintor e professor da academia .
Em 14 de novembro de 1901 , através de um decreto assinado por Hintze Ribeiro confirmado em 18 de dezembro de 1902, procedia-se à reorganização da  Academia Real de Belas Artes, que dava lugar a três instituições interdependentes: a Academia Real de Belas Artes de Lisboa propriamente dita, a Escola de Belas Artes de Lisboa, e o  Museu de Belas Artes. De acordo com o decreto, o Museu ficaria dividido em duas secções, uma de belas artes e outra de artes decorativas, e no mesmo seriam expostas as obras de arte antigas e as obras de arte "modernas, nacionaes ou estrangeiras, de reconhecido valor". O museu estaria aberto ao público aos domingos e quintas feiras, entre as 11 e as 16 horas. A entrada era facultada mediante a aquisição de um bilhete. Nos restantes dias da semana era facultada a entrada no museu a visitantes desde que requeressem uma autorização ao director do mesmo  visto que o museu estaria fechado ao público em geral para que os estudantes da escola de belas artes pudessem estudar e copiar as obras de arte ali expostas.
Em 1905, a direcção do da Escola e do Museu de Belas-Artes  ficou vaga. Para a eleição do novo director foi reunido o plenário da
Academia presidido pelo Inspector, o Visconde de Atouguia. Desta eleição, saiu vencedor Simões de Almeida Jr.(n.1844- m. 1926), professor de escultura, com 11 votos. Em segundo lugar, com 2 votos, ficou o pintor Carlos Reis (1863-1940). No entanto, um ofício do Ministro do Reino dividiu as direcções da Escola e do Museu, ficando Simões de Almeida Jr. como director da primeira e Carlos Reis como director do Museu de Belas-Artes .

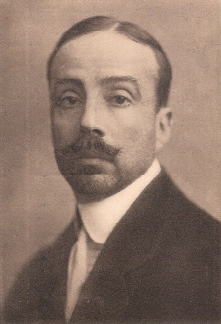
O Dr. José de Figueiredo foi o primeiro director do Museu Nacional de Arte Antiga, entre 1911 e 1937

Assim, aquando da implantação da República, em 1910, era director do museu o pintor Carlos Reis. É justamente à intervenção do novo poder republicano que o museu é reformado. Há muito se considerava que o Palácio Alvor-Pombal não tinha o espaço e condições necessárias para o museu nacional de belas artes e se pedia um edifício construído de raiz, com as condições necessárias para expor e conservar os acervos do museu. No entanto, e face à falta de verbas e às prioridades do momento, a solução encontrada pelos republicanos foi uma divisão do acervo da instituição, passando as  obras de arte posteriores a 1850 a constituir o acervo  do Museu Nacional de Arte Contemporânea, que era assim criado por decreto de lei de 26 de maio de 1911. O mesmo decreto instituía o Museu Nacional de Arte Antiga que, permanecendo no Palácio Alvor- Pombal, tinha à sua guarda o restante acervo, abrangendo uma cronologia desde o século XII à primeira metade do século XIX. Para seu director foi nomeado José de Figueiredo, que iniciou uma série de reformas na exposição permanente do Museu, de acordo com modernos princípios museológicos.
Em 31 de dezembro de 1935, foi decretado que o Museu Nacional dos Coches seja anexado ao MNAA, passando a adotar-se a designação para ambos: Museus Nacionais de Arte Antiga, situação que se manteve até 1943, quando se voltaram a separar.
Actualmente o museu é  também conhecido por Museu das Janelas Verdes, por se situar na rua com este nome, designação que José de Figueiredo tentou divulgar, em detrimento da designação oficial. Em 1940,após um longo processo, foi inaugurado o novo edifício do museu, ligado ao palácio Alvor- Pombal por um passadiço. O novo edifício foi construído no lugar onde anteriormente se encontrava o Convento das Albertas - desamortizado em 1892 e do qual resta, integrado no percurso expositivo do museu, a capela seiscentista revestida a talha dourada, pintura e azulejos. Este novo edifício tem sido conhecido pela designação de "anexo", muito embora seja onde desde então se situa a entrada principal do museu, bem como a maioria das salas de exposição.
Entre 1942 e 1947, o edifício do Palácio foi alvo de extensas obras, incluindo a construção da ala Este que restabeleceu a simetria do palácio e permitiu o aumento do número de salas de exposição permanente de arte europeia não portuguesa, bem como a criação da biblioteca do museu e de uma sala de conferências.
O museu integrou, em 1983, a XVII Exposição Europeia de Arte Ciência e Cultura, após obras de requalificação que incluíram a construção de um piso intermédio no referido edifício anexo. Para o evento Lisboa 1994, Capital Europeia da Cultura, foram efectuadas novas obras que incluíram o rearranjo das salas de exposição permanente e temporária do Palácio Alvor.
A partir de 2010, foi ensaiada uma nova estratégia programática com base quase exclusivamente na mobilização de parceiros e mecenas. Estratégia que teve resultados com, no fecho do ano de 2013, um acréscimo do número de visitantes de 15,2% enquanto o conjunto dos museus registou um decréscimo de 8%. Também foi gerador de receita numa percentagem superior a 60% dos seus custos de funcionamento. Este sucesso confronta-se no entanto com um desajustamento orçamental e com a precariedade dos recursos humanos de que dispõe (menos 30% do que em inícios da década de 1980 e em ampla percentagem em iminência de próxima aposentação).

### Direção e Publicações
Os diretores do museu foram:
- Maria de Jesus Monge (2025-)[15]
- Joaquim Oliveira Caetano (2019-2025)
- António Filipe Pimentel (2010-2019)[16]
- Paulo Henriques (2007-2010)[17]
- Dalila Rodrigues (2004-2007)[18]
- Abel de Moura (1964-?), como "Conservador encarregado da Direcção do Museu"
- João Couto (1938-1964)[19]
- José de Figueiredo (1911-1937)

Entre 1939 e 1969, publicou-se o Boletim dos Museus Nacionais de Arte Antiga num total de cinco volumes. Concebido inicialmente para registar todas as atividades dos museus, é uma publicação predominantemente técnica e estatística, mas também educativa.

## As colecções do museu
O Museu contém a maior colecção de pintura portuguesa, e de outras escolas europeias, com grande destaque para as obras versando assuntos religiosos, o que se deve ao facto de a classe religiosa ser o principal consumidor de arte em Portugal até século XIX, de cujos mosteiros e conventos provieram os fundos iniciais do museu, aquando da desamortização (supressão das ordens religiosas) de 1834. Esta presença religiosa foi ainda aumentada aquando da lei de separação do estado e da igreja, em 1911, com nova leva de expropriações de obras de arte que se encontravam ainda na posse da igreja, quer nos Paços episcopais, quer nos próprios templos. Possui também muitas peças de escultura, ourivesaria, incluindo entre outras peças a Custódia de Belém e a Custódia da Bemposta, cerâmica e outras artes aplicadas, permitindo obter uma visão global sobre o que foram as manifestações da arte portuguesa, e de outras escolas europeias, desde a Idade Média até  à primeira metade do século XIX. A colecção  completa-se também com um núcleo de peças orientais e africanas de influência europeia, na sua maioria em resposta a encomendas ocidentais e destinadas a estes mercados externos. Nestas peças o tema dos descobrimentos está sempre presente, ilustrando as ligações e relações estabelecidas de Portugal ao Brasil, África, Índia, China e Japão.
O acervo é composto de cerca 2200 pinturas de origem nacional e europeia; 3200 peças de ourivesaria e joalharia portuguesa, francesa e de outros fabrico europeus, do século XII ao século XIX. No que toca ao mobiliário, composto por 1 700 peças, é possível encontrar peças portuguesas, europeias e orientais. A colecção de cerâmica inclui 7 500 peças em faiança e porcelana de fabrico português, europeu e oriental. Também são numerosos os têxteis, com 4 500 peças que pelas suas características materiais são expostos em rotatividade.

### Arte europeia
As pinturas de artistas europeus (excluindo a pintura portuguesa exposta separadamente no 3.º andar), dos séculos XIV ao XIX, estão dispostas cronologicamente no primeiro andar do palácio Alvor. Às peças provenientes dos conventos, mosteiros e paços episcopais, juntam-se várias outras vindas das colecções reais (em particular do Palácio da Ajuda e do Palácio das Necessidades), outras provenientes de aquisições bem como uma quantidade importante de peças legadas ou doadas por coleccionadores particulares. As primeiras salas, dedicadas aos séculos XIV e XV, marcam a transição entre o gosto gótico medieval e a estética do Renascimento. Os pintores mais bem representados são os alemães e flamengos do século XVI. As obras mais notáveis são o São Jerónimo de Albrecht Dürer, Salomé de Lucas Cranach, o Velho, a Virgem e o Menino, de Hans Memling, e As Tentações de Santo Antão pelo grande mestre flamengo Hieronymus Bosch. Entre o pequeno número de obras de Itália está Santo Agostinho, do pintor Piero della Francesca do Renascimento, um gracioso Milagre de Santo Eusébio, painel da predela do Retábulo Mond, de Rafael, bem como pinturas de Jacopo da Pontormo, Jacopo Ligozzi, Bartolomé Carducho, Alessandro Allori, Jacopo Bassano, Antiveduto Gramática, Luca Giordano, Valerio Castelo, Francesco Solimena, Alessandro Magnasco, Donato Creti e três telas de Gianbattista Tiepolo.
Nas galerias de arte europeia estiveram representados alguns pintores portugueses, como Josefa de Óbidos e Gregório Lopes, entre 1994 e 2009.

### Pintura e Escultura Portuguesas
Muitas das obras de arte mais antigas são de pintores portugueses influenciados pela minúcia realistas dos pintores flamengos do século XVI. Existiram sempre fortes laços comerciais entre Portugal e a Flandres, e no século XVI foram vários os pintores de origem flamenga, como Frei Carlos, e Francisco Henriques que se instalaram em Portugal (um outro possível mestre flamengo foi  o chamado mestre da Lourinhã, no entanto é uma mera suposição que carece ainda de confirmação documental).
Contudo o lugar de honra cabe ao políptico de São Vicente de Fora, a mais importante pintura portuguesa do século XV, que se tornou no símbolo de orgulho nacional na época áurea da dinastia de Avis e do início dos descobrimentos. Considerado em geral como sendo de Nuno Gonçalves e pintado cerca de 1467 - 1470, a obra representa a Adoração de São Vicente, padroeiro de Portugal, rodeado por dignitários, cavaleiros, monges, pescadores e mendigos. A representação precisa de figuras contemporâneas torna-o num valioso documento histórico e social.
As obras posteriores incluem um retrato do jovem D. Sebastião, de Cristóvão de Morais, e pinturas do artista neoclássico Domingos António de Sequeira.
A colecção de esculturas inclui muitas imagens de Cristo, da Virgem e de Santos, em pedra e madeira, policromas e também imagens dos séculos XVII e XVIII.

### Cerâmica portuguesa e chinesa
A extensa colecção de cerâmica, permite acompanhar a evolução da porcelana chinesa e da faiança portuguesa, bem como ver a influência dos desenhos orientais nas peças portuguesas e vice-versa. A partir do século XVI, a cerâmica portuguesa revela marcada influência Ming, enquanto as peças chinesas ostentam motivos portugueses, como os brasões de armas. No século XVIII, os oleiros desenvolveram estilo europeu cada vez mais personalizado, com desenhos rústicos e populares. A colecção inclui peças da Itália, Países Baixos e Espanha.

### Arte oriental e africana
A colecção de marfins e móveis com motivos europeus ilustra as influências recíprocas entre Portugal e as suas colónias. No século XVI, a predilecção pelo exótico deu lugar a uma grande procura de artigos como as trompas de marfim esculpido da África. Os fascinantes biombos Nanban mostram os portugueses a negociar no Japão. Os japoneses chamavam-lhes Nanban-jin (南蛮人), ou bárbaros do Sul.

### Ouro, Prata e Joalharia

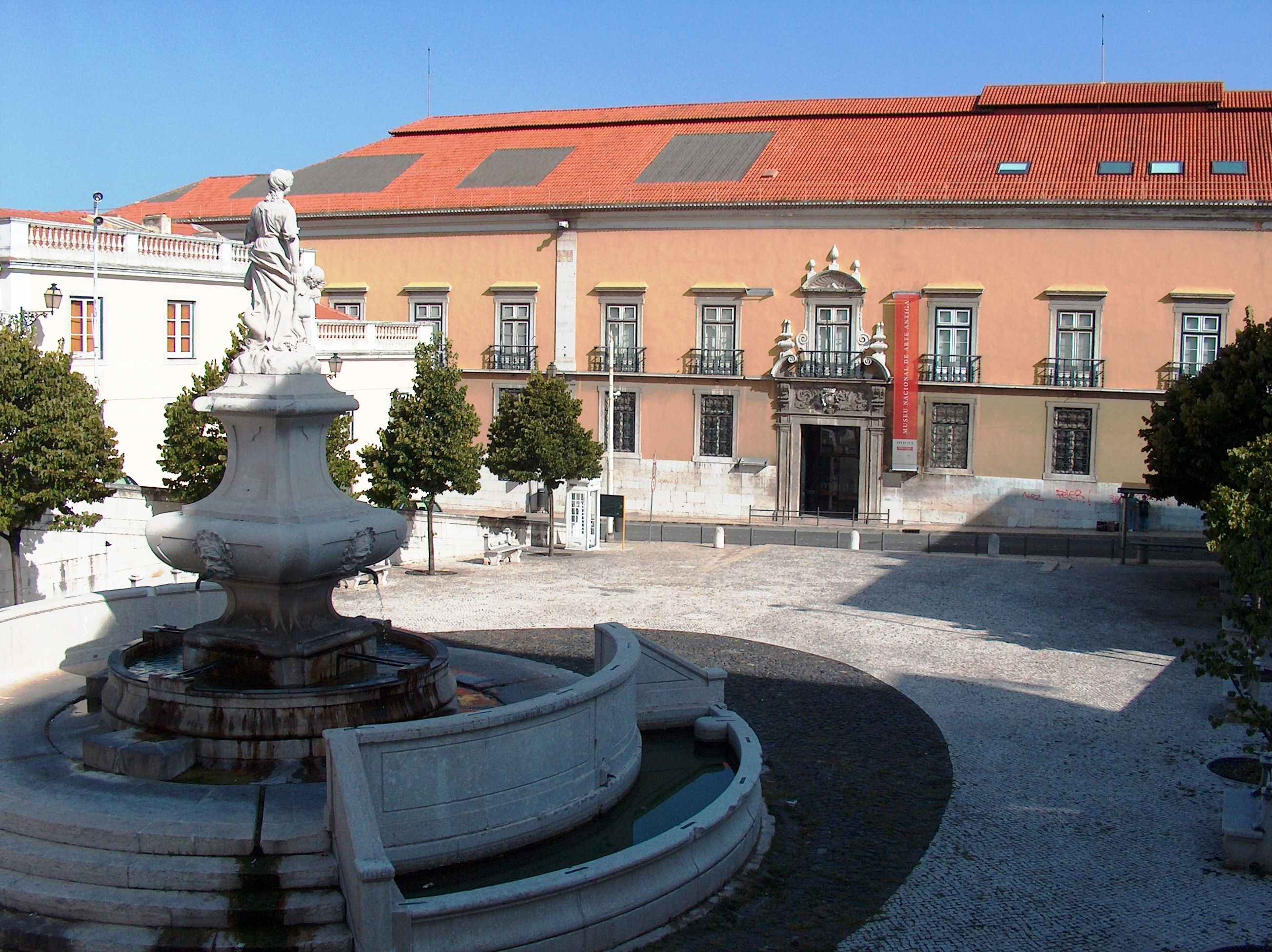
O "Chafariz das Janelas Verdes". Em segundo plano a entrada lateral do MNAA, o Palácio de Alvor-Pombal.

Entre a bela colecção de tesouros eclesiásticos encontra-se a cruz de ouro do rei D. Sancho I e a custódia de Santa Maria de Belém. Também em exibição está o relicário da Madre de Deus, do século XVI, que alegadamente contém um espinho da coroa de Cristo. Destaca-se na colecção de peças estrangeiras um sumptuoso serviço de mesa do século XVIII, de prata encomendado por D. José I. Após a destruição, aquando do terramoto que assolou Lisboa em 1 de novembro de 1755, das pratas da casa real que anteriormente haviam sido produzidas pela oficina parisiense de Thomas Germain, D. José I, procedeu à encomenda, à mesma oficina, na altura dirigida por François-Thomas Germain, filho e sucessor de Thomas Germain, de uma baixela em prata,num total superior a 1200 peças, das quais uma selecção representativa se encontra no Museu Nacional de Arte Antiga. Incluem-se 6 das 8 terrinas (4 ovais e 4 redondas, estas últimas também designadas olhas), molheiras, saleiros com representações de Índios, e os pratos cobertos (peças raras e de grande originalidade) entre muitas outras peças, todas intrincadamente decoradas. A rica colecção de jóias proveio dos conventos a que foram oferecidas quando os membros da nobreza e a burguesia rica entravam nas ordens religiosas.

### Artes aplicadas
Entre os muitos objectos expostos estão tapetes, móveis, têxteis, paramentos litúrgicos e mitras de bispos. Da colecção de móveis fazem parte muitos exemplares, bem como objectos barrocos e neoclássicos dos reinados de D. João V, D. José] e D. Maria I.
A parte dos têxteis mostra cobertas de cama do século XVII, tapeçarias, muitas delas flamengas, como o Baptismo de Cristo do século XVI, tapetes bordados e de Arraiolos

### Algumas obras

Cristóvão de Morais: Retrato do Rei D. Sebastião (1571-74)
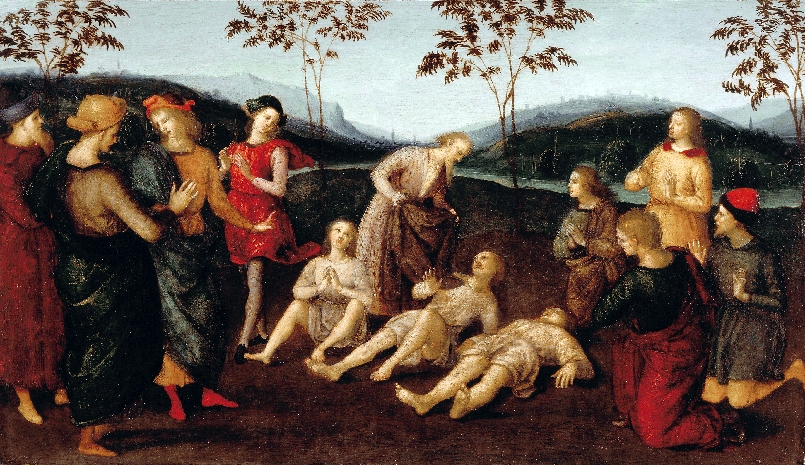
Rafael Sanzio: Milagre de Santo Eusébio de Cremona (1503-1503)
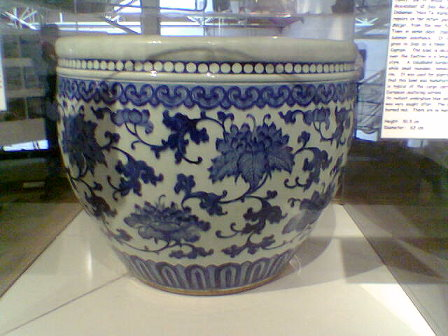
Vaso (Dinastia Ming)
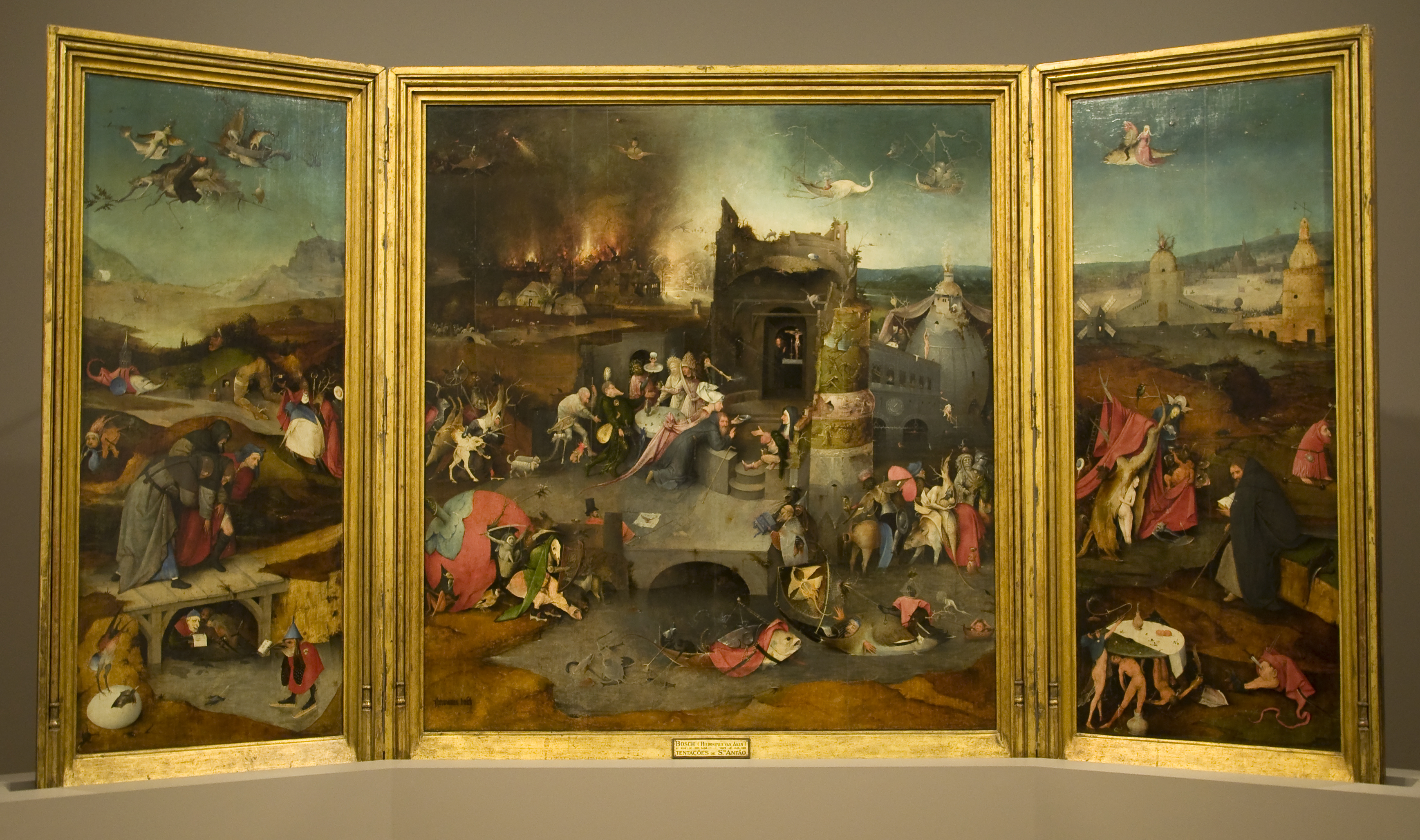
Hieronymus Bosch: As Tentações de Santo Antão (1495 - 1500)
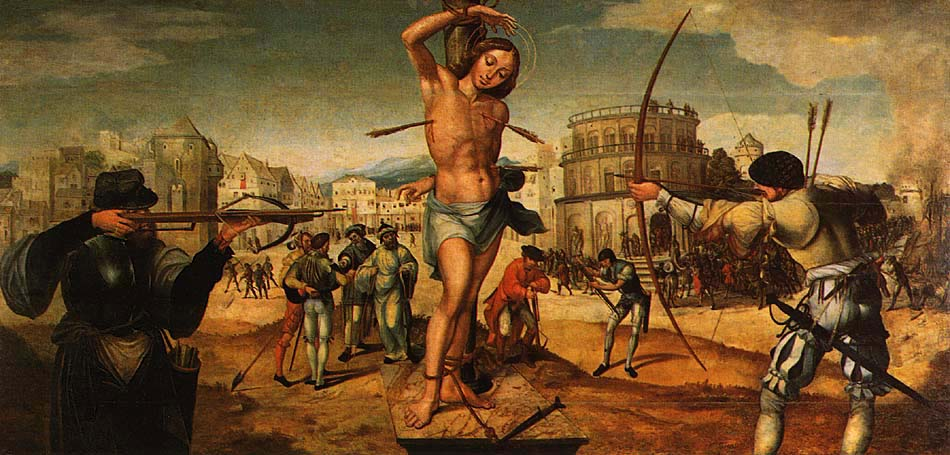
Gregório Lopes (1490-1550): Martírio de S. Sebastião
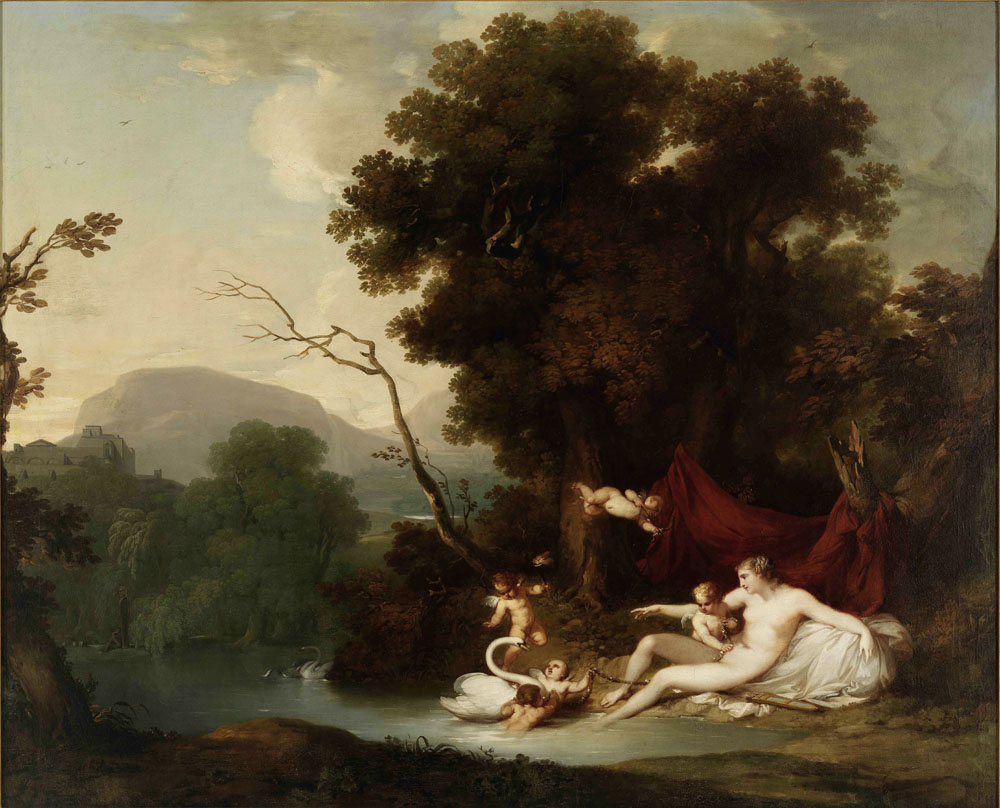
Vieira Portuense: Leda e o Cisne (1798)
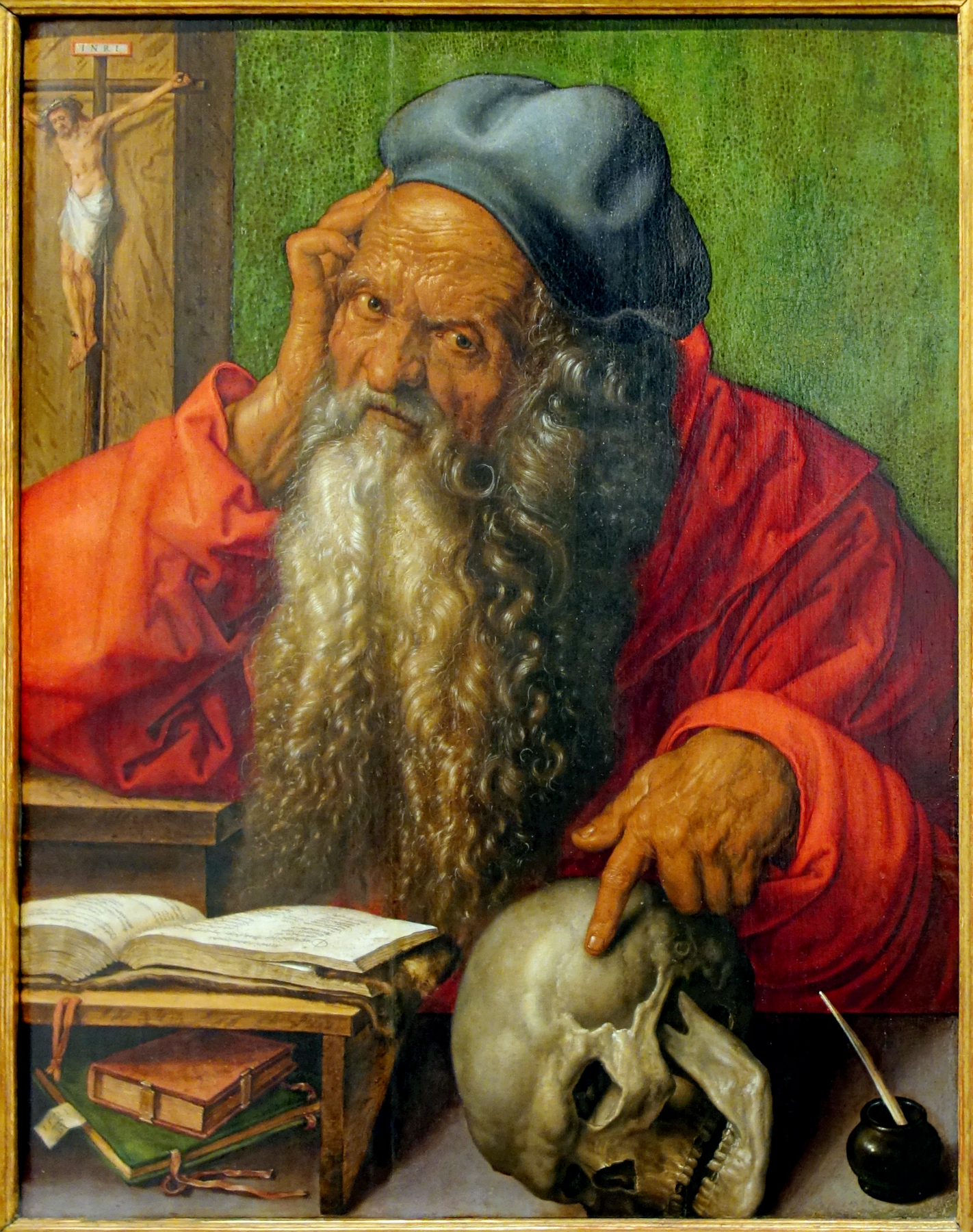
Albrecht Dürer: São Jerónimo (1521)